# San Vicente (município)
San Vicente é um partido (município) da província de Buenos Aires, na Argentina. Possuía, de acordo com estimativa de 2019, 75.506 habitantes.